# Коргалидзе, Леван Отарович
Леван Отарович Коргалидзе (груз. ლევან ოთარის ძე კორღალიძე; род. 21 февраля 1980, Тбилиси) — грузинский футболист, полузащитник и нападающий. Выступал за национальную сборную Грузии. Тренер.

## Биография

### Клубная карьера
В начале карьеры выступал на родине за «Гурию» и тбилисские «Динамо-2» и «Арсенали» в высшей и первой лигах.
В 1999—2005 годах играл за рижский «Сконто», за который провёл более 100 матчей в чемпионатах Латвии, неоднократно становился чемпионом страны и обладателем Кубка Латвии. В 2006 году выступал за грузинские клубы высшей лиги, на следующий год вернулся в Латвию, где провёл ещё один сезон в составе «Динабурга».
С 2008 года несколько лет играл в Молдавии в составе кишинёвских «Дачии» и «Зимбру». Вместе с «Дачией» становился чемпионом Молдавии (2010/11) и обладателем Кубка страны (2009). Всего в чемпионатах Молдавии сыграл более 80 матчей и забил 25 голов.
Также в последние годы карьеры играл в Грузии за «Зестафони», «Металлург» (Рустави) и «Дилу». Завершил профессиональную карьеру в 2014 году.

### Карьера в сборной
Выступал за юношеские и молодёжную сборную Грузии.
В национальной сборной Грузии дебютировал 18 февраля 2004 года в матче против Румынии, выйдя на замену на 67-й минуте вместо Александра Гогоберишвили. Всего сыграл за сборную три матча, все — в феврале 2004 года в рамках международного турнира на Кипре.

## Достижения
- Чемпион Латвии: 1999, 2000, 2001, 2002, 2003, 2004
- Обладатель Кубка Латвии: 2000, 2001, 2002
- Чемпион Молдавии: 2010/11
- Обладатель Кубка Молдавии: 2008/09

## Личная жизнь
Отец — известный советский и грузинский футболист Отар Коргалидзе (род. 1960).